# Schlemmin (Vorpommern)
Schlemmin ist eine Gemeinde im Westen des Landkreises Vorpommern-Rügen. Die Gemeinde liegt südöstlich von Ribnitz-Damgarten. Bis zum 1. Januar 2005 war die Gemeinde Teil des Amtes Ahrenshagen und ist seitdem Teil des Amtes Ribnitz-Damgarten.

## Geografie und Verkehr
Schlemmin liegt ca. 18 km östlich von Ribnitz-Damgarten. Die B 105 Rostock–Stralsund verläuft nördlich der Gemeinde. Die Gemeinde liegt in einer sehr waldreichen Umgebung, so das Schlemminer Holz und das Semlower Holz (über fünfzig Prozent der Gemeindefläche sind Wald).

### Ortsteile
- Eickhof
- Neuenrost
- Schlemmin

Die Gemeinde war bis 1952 Teil des Landkreises Franzburg-Barth und gehörte danach bis 1994 zum Kreis Ribnitz-Damgarten im Bezirk Rostock.

## Geschichte
Schlemmin ist slawischen Ursprungs. An der Stelle des jetzigen Schlosses befand sich im Mittelalter eine Wasserburg. Die Gemeinde hatte während des Dreißigjährigen Krieges schwer zu leiden. Mit dem Westfälischen Frieden von 1648 schließlich geriet Vorpommern und somit auch der Ort Schlemmin unter schwedische Herrschaft. 1815 kam die Gemeinde und Vorpommern zur preußischen Provinz Pommern.
Das im 14. Jahrhundert aus dem Lüneburgischen zugewanderte Adelsgeschlecht von Thun siedelte sich 1320 hier an und wirkte ununterbrochen fast 600 Jahre. Im Mannesstamm erlosch die Schlemminer Linie 1862, nach dem Tod von Wilhelm Ulrich von Thun. Durch Heiraten dessen Töchter gelangte Schlemmin in den Besitz des Grafen zu Solms-Rödelheim und Assenheim und in weiterer Erbfolge zuletzt an den Grafen Kuno zu Solms-Rödelheim (1872–1945) auf Altenhagen. Das neugotische Schloss stammt von 1850. Ende 1944/45 diente das Schloss als Lazarett, nach dem Krieg als Flüchtlingsunterkunft und später als Gästehaus der LPG. Heute befindet sich darin ein Hotel.

## Wappen, Flagge, Dienstsiegel
Die Gemeinde verfügt über kein amtlich genehmigtes Hoheitszeichen, weder Wappen noch Flagge. Als Dienstsiegel wird das kleine Landessiegel mit dem Wappenbild des Landesteils Vorpommern geführt. Es zeigt einen aufgerichteten Greifen mit aufgeworfenem Schweif und der Umschrift „GEMEINDE SCHLEMMIN * LANDKREIS VORPOMMERN-RÜGEN“.

## Sehenswürdigkeiten
- Neugotisches Schloss Schlemmin von 1850 nach Plänen von Eduard Knoblauch für Wilhelm Ulrich von Thun
- Senfmühle Schlemmin seit 2011
- Landschaftspark beim Schloss
- Dorfkirche Schlemmin: Feldsteinkirche, Ende des 19. Jahrhunderts neugotisch umgebaut
- Turmhügel Schlemmin

|  |  |  |
|  |  |  |

## Persönlichkeiten
- Wilhelm Ulrich von Thun (1784–1862 in Schlemmin), Offizier in schwedischen und preußischen Dienst, preußischer Gesandter; er ließ ab 1846 das Schloss bauen.
- Otto zu Solms-Rödelheim (1829–1904), preußischer Politiker und Gutsbesitzer in Schlemmin
- Emma von Thun (1834–1900), Tochter von Wilhelm Ulrich von Thun